# Мелита (наяда)
Мелита (др.-греч. Μελίτη) — персонаж древнегреческой мифологии, одна из наяд, дочь речного бога Эгея, одна из многочисленных возлюбленных Зевса, а также его сына Геракла. Получив возможность выбора, она предпочла Геракла Зевсу, который отправился на поиски новых любовниц. Мелита родила Гераклу сына Гилла. По некоторым предположениям он был фигурой, отличной от Гилла, сына Геракла от Деяниры.

## Мифология
После убийства своих детей Геракл попытался найти убежище на мифическом острове Схерия, который в современной Греции идентифицируется с островом Корфу. Герой решил отдохнуть у озера. Это озеро оказалось тем самым местом, где тогда жили Мелита и её сёстры. Когда Мелита увидела Геракла, она спрятала его от своих братьев и сестёр в более глубокой и тёмной части озера, где она занималась с ним сексом. Затем они вдвоем перебрались в другую часть острова и оставались там до тех пор, пока Мелита не родила Гилла.
Зевс пришёл в ярость из-за того, что она предпочла ему смертного, и поэтому он обратился к её отцу, который не позволял ей больше иметь детей от Геракла и вообще каких-либо сексуальных контактов. Геракл тут же покинул Мелиту и отправился к другим смертным. Тем не менее она была одной из тех женщин, которые оплакивали смерть Геракла.
Гилл не хотел быть простым подданным царя феаков Навсифоя, поэтому он отправился на крайний север Греции, где стал царём, а его имя послужило эпонимом негреческого племени гиллеев.